# Los cuervos (película)
Los cuervos es una película española de drama estrenada en 1961, coescrita, producida y dirigida por Julio Coll y protagonizada por Arturo Fernández, George Rigaud y Rosenda Monteros.
Por su papel en la película Arturo Fernández fue premiado en 1962 con el Fotogramas de Plata, también denominado 
en sus inicios Premio San Juan Bosco.

## Sinopsis
Don Carlos, un reputado empresario, sufre una grave enfermedad coronaria debido a la cual los médicos le han dado una esperanza de vida de tres meses. A partir de este momento los bancos le comienzan a negar sus créditos y sus más íntimos colaboradores inician una codiciosa estratagema para apoderarse del control de todas sus empresas. César, el secretario de don Carlos, enterado de estos propósitos, le propone un procedimiento para sanarle. Existe un médico alemán llamado Dr. Kranich que ha experimentado el trasplante de corazón en seres humanos y don Carlos se dispone a gastar toda su fortuna en curarse. Días más tarde, ya sanado y tras su convalecencia descubre que ha sido engañado por César, que se ha apoderado del ochenta por ciento de las acciones de sus empresas.

## Reparto (selección)
- Arturo Fernández como César.
- George Rigaud como Don Carlos.
- Ana María Noé como Berta.
- Rosenda Monteros como Laura.
- Rafael Durán como Don Andrés.
- Santiago Rivero como Miembro del consejo.
- Beni Deus como Miembro del consejo.
- José María Caffarel como Miembro del consejo.
- Vicente Soler como	Miembro del consejo.
- Paco Morán como Dr. Kranich
- María Amparo Soto como Secretaria de Don Carlos.
- Rafael Navarro como Gil.
- Iván Tubau como Anestesista.
- Ángel Lombarte como Detective.
- Milo Quesada como Chico en fiesta de Laura.
- Eduardo Lizarza como Corredor de bolsa.
- Daniel Martín como Candidato del Dr. Kranich